# تصفيات كأس العالم 1962
شارك ما مجموعه 56 فريقًا في التصفيات المؤهلة لكأس العالم 1962، حيث تنافسوا على إجمالي 16 مركزًا في البطولة النهائية، تأهلت تشيلي، بصفتها الدولة المضيفة، والبرازيل، حاملة اللقب، تلقائيًا، تاركة 14 مركزًا مفتوحًا للمنافسة.